# Великий пенітенціарій
Вели́кий пенітенціа́рій — голова Апостольської Пенітенціарії, також Верховний пенітенціарій (лат. Poenitentiarius major) — голова одного з трьох церковних трибуналів Римо-Католицької Церкви.
Великий пенітенціарій є однією з небагатьох посад, які зберігаються згідно з конституцією 1996 року «Universi Dominici Gregis» у період Sede vacante (між смертю одного папи і вибранням і вибранням іншого). Одною з його функцій є єлеопомазувати та сповідати вмираючого папу.

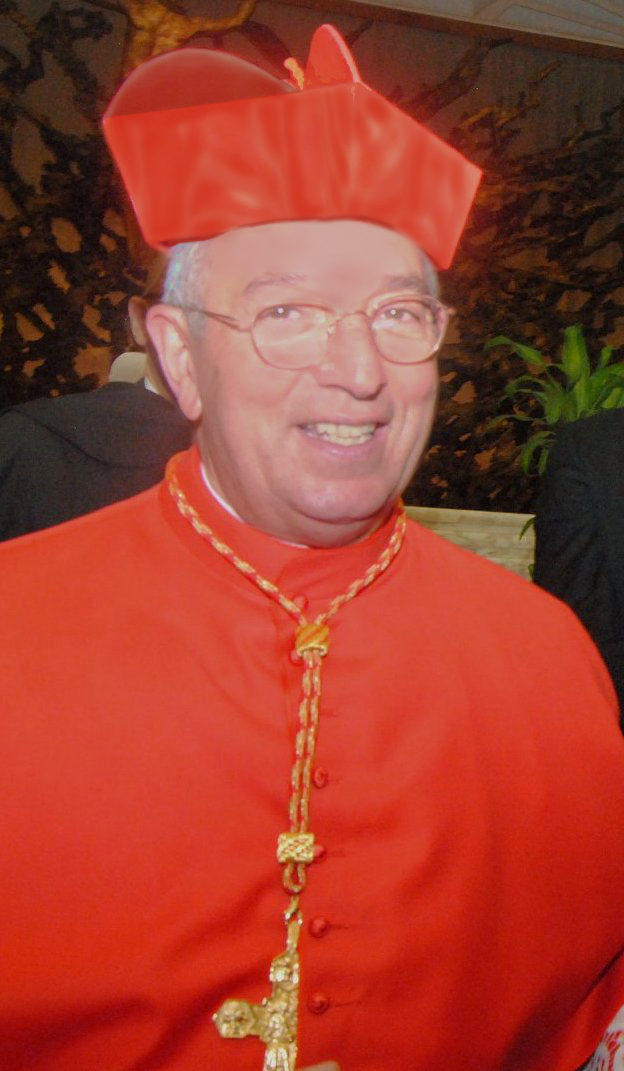
Анджело де Донатіс. Великий пенітенціарій з 6 квітня 2024.

Перші згадки про цю посаду відносяться до часу XII століття. Під час понтифікату Гонорія III затвердилася назва «пенітенціарій», згодом розширене до «великий пенітенціарій». Апостольська конституція «Pastor Bonus» (1988 рік) затвердила нині діючий список повноважень великого пенітенціарія.
Іншими такими посадовими особами є  декан Колегії кардиналів, кардинал-камерленго та генеральний вікарій Риму.
Великий пенітенціарій — титулярний архієпископ і — часто, але не завжди — кардинал.
На сьогоднішній день Великим пенітенціарієм є італійський кардинал Анджело де Донатіс, який змінив кардинала Мауро П'яченцу.
Однією з функцій Великого пенітенціарії є сповідати та соборувати вмираючого папу римського.

## Великі пенітенціарії з 1476 року
- Кардинал Джуліано делла Ровере — (1476–1503);
- Кардинал Педро Луіс де Борха-Лансоль де Романі — (1503–1511);
- Кардинал Леонардо Гроссо делла Ровере — (1511–1520);
- Кардинал Лоренцо Пуччі — (1520–1529);
- Кардинал Антоніо Пуччі — (1529–1544);
- Кардинал Роберто Пуччі — (1545–1547);
- Кардинал Рануччо Фарнезе, O. S. Io. Hieros. — (1547–1565);
- Кардинал Карл Борромео — (1565–1572);
- Кардинал Джованні Альдобрандіні — (1572–1573);
- Кардинал Станіслав Гозій — (1574–1579);
- Кардинал Філіппо Бонкомпаньі — (1579–1586);
- Кардинал Іпполіто Альдобрандіні — (1586–1592);
- Кардинал Джуліо Антоніо Санторіо — (1592–1602);
- Кардинал П'єтро Альдобрандіні — (1602–1605);
- Кардинал Чінціо Пассера Альдобрандіні — (1605–1610);
- Кардинал Шипіоне Боргезе — (1610–1633);
- Кардинал Антоніо Барберіні-старший, капуцин — (1633–1646);
- Кардинал Ораціо Джустініані, ораторіанець — (1647–1649);
- Кардинал Нікколо Альбергаті-Людовизи — (1650–1687);
- Кардинал Леандро Коллоредо, ораторіанець — (1688–1709);
- Кардинал Фабріціо Паолуччі, про-великий пенітенціарії (1709–1710), великий пенітенціарії (1710–1721);
- Кардинал Бернардо Марія Конті, OSBCas. — (1721–1730);
- Кардинал Вінченцо Петра, про-великий пенітенціарій (1730), великий пенітенціарій (1730–1747);
- Кардинал Джоаккіно Безоцці, цистерціанець — (1747–1755);
- Кардинал Антоніо Андреа Галлі, CRSS.S. — (1755–1767);
- Кардинал Джованні Карло Боске — (1767–1788);
- Кардинал Франческо Саверіо де Дзелада — (8 вересня 1788 — 19 грудня 1801);
- Кардинал Леонардо Антонеллі — (22 грудня 1801 — 23 січня 1811);
- Кардинал Мікеле ді П'єтро — (1811[1]/20 травня 1814 — 2 липня 1821);
- Кардинал Франческо Саверіо Кастільйоні — (4 серпня 1821 — 31 березня 1829);
- Кардинал Еммануеле де Грегоріо — (31 травня 1829 — 7 листопада 1839);
- Кардинал Каструччо Кастракане дельї Антельмінеллі — (12 листопада 1839 — 22 лютого 1852);
- Кардинал Габріеле Ферретті — (18 березня 1852 — 13 вересня 1860);
- Кардинал Антоніо Марія Каджано де Ацеведо — (28 вересня 1860 — 13 січня 1867);
- Кардинал  Антоніо Марія Панебьянко — (17 січня 1867 — 15 жовтня

1877);
- Кардинал Луїджі Більо — (18 жовтня 1877 — 30 січня 1884);
- Кардинал Раффаеле Монако Ла Валлетта — (12 лютого 1884 — 14 липня 1896);
- Кардинал Ісідоро Верга — (1 жовтня 1896 — 10 серпня 1899);
- Кардинал Серафіно Ваннутеллі — (20 листопада 1899 — 19 серпня 1915);
- Кардинал Віллем Марінус ван Россум, редемпторист — (1 жовтня 1915 — 12 березня 1918) ;
- Кардинал Оресте Джорджі — (12 березня 1918 — 30 грудня 1924);
- Кардинал Андреас Фрювірт, домініканець — (8 січня 1925 — 31 липня 1927);
- Кардинал Лоренцо Лаурі — (31 липня 1927 — 8 жовтня 1941);
- Кардинал Нікола Каналі — (15 жовтня 1941 — 3 серпня 1961);
- Кардинал Аркадіо Марія Ларраона, францисканець — (13 серпня 1961 — 12 лютого 1962);
- Кардинал Фернандо Ченто — (12 лютого 1962 — 6 квітня 1967);
- Кардинал Джузеппе Антоніо Ферретті — (7 квітня 1967 — 17 березня 1973);
- Кардинал Джузеппе Паупіні — (21 березня 1973 — 8 квітня 1984);
- Кардинал Луїджі Дадальо — в.о. великого пенітенціарія (8 квітня 1984- 27 травня 1985); великий пенітенціарій (27 травня 1985 — 6 квітня 1990);
- Кардинал Вільям Уейкфілд Баум — (6 квітня 1990 — 22 листопада 2001);
- Архієпископ Луїджі Де Маджістріс — в.о великого пенітенціарія (22 листопада 2001 — 4 жовтня 2003);
- Кардинал Джеймс Френсіс Стеффорд — (4 жовтня 2003 — 2 червня 2009);
- Кардинал Фортунато Бальделлі — (2 червня 2009 — 5 січня 2012);
- Кардинал Мануель Монтейро ді Кастро — (5 січня 2012 — 21 вересня 2013);
- Кардинал Мауро П'яченца — (21 вересня 2013 — 6 квітня 2024);
- Кардинал Анджело де Донатіс — (із 6 квітня 2024 — до тепер)[2]